# Trois Représentations
Les Trois Représentations (chinois simplifié : 三个代表 ; chinois traditionnel : 三個代表 ; pinyin : sāngè dàibiǎo) est une politique développée par Jiang Zemin pour le Parti communiste chinois. Cette théorie explicite les trois catégories que le PCC se doit de représenter : les « forces productives progressistes », la culture chinoise moderne et les « intérêts fondamentaux de la majorité de la population » chinoise. Les Trois Représentations sont interprétées comme un moyen pour le PCC d'intégrer les élites économiques issues de la libéralisation de 1978 dans l'appareil du PCC.
Jiang parle pour la première fois de la théorie des Trois Représentations en février 2000. En 2001, lors du 80e anniversaire de la fondation du PCC, Jiang formule la théorie des Trois Représentations : « En un mot, notre Parti doit toujours représenter les demandes de développement des forces productives progressistes chinoises, représenter l'orientation de la culture d'avant-garde et représenter les intérêts fondamentaux de la majorité de la population du pays. »
La théorie est ensuite inscrite dans les statuts du PCC lors du 16e congrès en novembre 2002 et dans la constitution nationale en mars 2003.

## Interprétations
Le fondement de cette théorie est double. Elle légitime l’inclusion du capitalisme et des entrepreneurs privés au sein du parti communiste chinois, et fut le sujet d’une profonde opposition au sein du parti. Ensuite, c’est un essai pour raccorder l’héritage historique de Jiang Zemin à une théorie marxiste du même niveau que celle de Mao Zedong pour les pensées de Mao Zedong ou celle de Deng Xiaoping pour un socialisme aux caractéristiques chinoises.
Une interprétation possible des Trois Représentations pourrait être :
1. « Représentation des forces sociales productives », soit la production économique ;
2. « Représentation des avancées culturelles du développement de la Chine », soit le développement culturel ;
3. « Représentation des intérêts fondamentaux de la grande majorité du peuple de Chine », soit le consensus politique.

Il y a de nombreuses difficultés à interpréter cette théorie, peut être dues en partie aux difficultés de traduction, mais beaucoup de Chinois, y compris des membres du parti, la trouvent incompréhensible. Bien que des critiques ouvertes de la théorie des Trois Représentations soient taboues, il y a eu des rapports internes au parti communiste chinois (PCC) de malaise vis-à-vis de la théorie pour un certain nombre de raisons. Beaucoup n’aiment pas la fixation sur les forces sociales productives qui ignore le fossé grandissant entre les riches et les pauvres. D’autres aussi considèrent que Jiang Zemin en faisant la promotion de sa théorie établissait un nouveau culte de la personnalité.
Un des buts principaux des Trois Représentations était de changer le PCC en un parti de gouvernement plus démocratique. Elle ouvrait le parti à la « grande majorité du peuple de Chine » y compris les hommes d’affaires et les dirigeants d’entreprises. Au tout début des années Mao, tous, en dehors des paysans et des ouvriers, étaient des ennemis de classe. Au travers des années, ceux qui pouvaient être qualifiés d’ennemis de classe ont diminué en raison de l’augmentation du nombre des « hésitants intermédiaires » (ceux qui n’étaient pas des alliés mais qui ne pouvaient pas en fait représenter une menace au régime du parti).
Cette idéologie n’a eu qu’une froide réception au sein du parti et du peuple et l'administration de 2012 dirigée par Hu Jintao et Wen Jiabao ne mentionnait plus la théorie des « Trois Représentations » que dans les documents officiels.